# Gura Oceacov

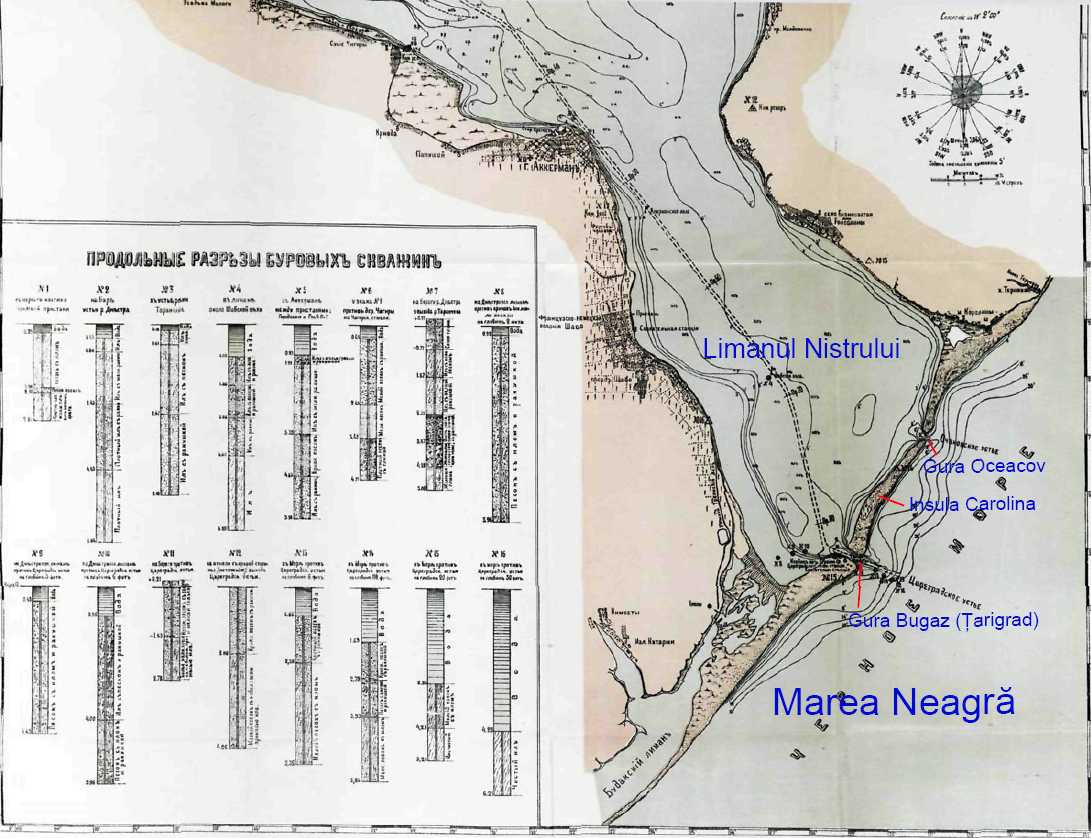
Limanul Nistrului în 1897

Gura Oceacov a fost una dintre cele două guri de vărsare ale limanului Nistrului în Marea Neagră. Ea a fost astupată cu nisip în 1926 în timpul unei furtuni puternice, de atunci, nu mai există. În prezent limanul Nistrului comunică cu marea numai prin gura Bugaz (Țarigrad).  Între gurile Oceacov și Bugaz (Țarigrad) ale limanului Nistrului se afla Insula Carolina, care după dispariția gurii Oceacov s-a transformat într-un perisip (peninsulă) al malului stâng al limanului. Până în 1940 linia graniței româno‑sovietice trecea prin Gura Oceacov. 

## Istoric

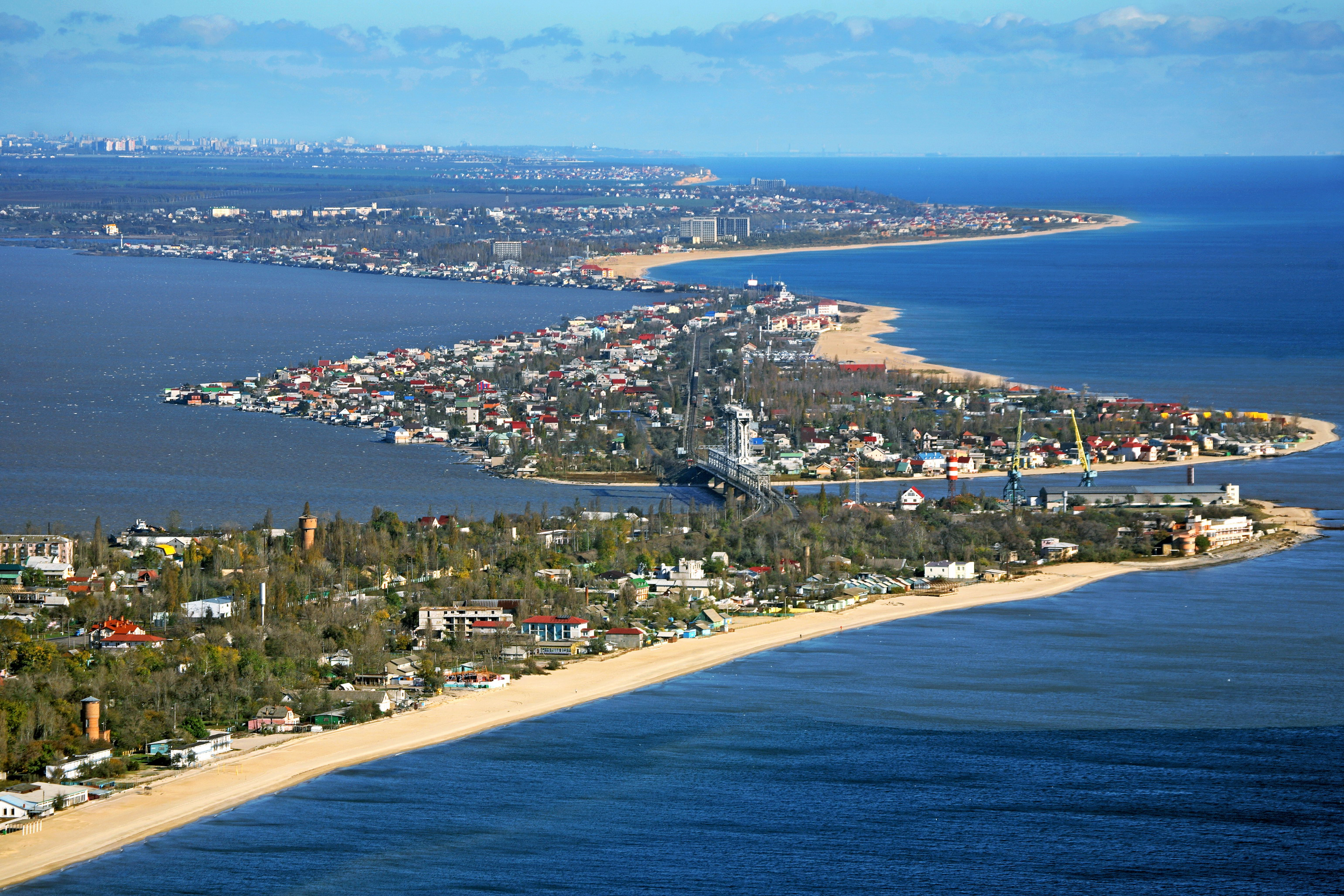
Perisipului limanului Nistrului (sau perisipul Carolino-Bugaz) în prezent. În centru - raionul Solnecnîi (fosta insulă Carolina) al oraşului Bugaz, aflat între două porțiuni înguste, cea din depărtare este fosta Gură Oceacov, iar cea din față - Gura Bugaz (Țarigrad) peste care se află un pod.

Apele din limanului Nistrului se vărsau în marea Neagră prin două guri - Oceacov și Bugaz (Țarigrad). În 1820 lățimea gurii Țarigrad era de 260 m, adâncimea maximă de 7,6 m, suprafața de 915 m2. Gura Oceacov era mai mică - avea o lățime de 160 m, adâncimea maximă era de 5,8 m și avea o suprafața de 655 m2. Lățimea perisipului între limanul Nistrului  și Marea Neagră (numit și perisipul Carolino-Bugaz) în partea sa sudică ajungea la 720 m, pe ambele părți ale gurii Oceacov lățimea perisipului era aproximativ de 200 m. Insula Carolina, situată între aceste 2 guri, avea o lățime cuprinsă între 120 și 380 m.
În 1916-1917 peste Gura Oceacov a fost construit un  pod de lemn. În 1926, în timpul unei furtuni puternice Gura Oceacov a fost astupată cu nisip; digul natural astfel format a fost consolidat în mod artificial cu un podeț.
Mai târziu au dispărut condițiile pentru restabilirea Gurii Oceacov deoarece de-a lungul întregului perisip ce separa limanul Nistrului  de Marea Neagră au fost făcute terasamente pentru calea ferată și autostrăzi, iar apa Nistru a început să se verse în mare numai gura Bugaz (Țarigrad). Treptat dimensiunile gurii Bugaz au crescut, în prezent  ea are o lățime de aproximativ 360 m, o adâncimea maximă de 14-16 m și o suprafață de 1402 m2.